# Cerstin Schmidt
Pour les articles homonymes, voir Schmidt.
Cerstin Schmidt, née le 5 mars 1963 à Zwickau, est une lugeuse est-allemande.

## Carrière
Cerstin Schmidt commence sa carrière par une deuxième place aux Championnats du monde 1981, et elle prend la même place à ceux de 1985. Elle est première de la Coupe du monde en 1984-1985 puis en 1986-1987, et est également championne d'Europe 1986 et championne du monde 1987. Schmidt arrête sa carrière après sa médaille de bronze obtenue aux Jeux olympiques d'hiver de 1988, à Calgary au Canada.

## Palmarès

### Jeux olympiques d'hiver
- médaille de bronze en individuelle en 1988.

### Championnats du monde
- médaille d'or en individuelle en 1987.
- médaille d'argent en individuelle en 1985.

### Coupe du monde
- 2 gros globe de cristal en individuel : 1985  et 1987.
- 10 podiums individuels : 
  - en simple : 8 victoires, 1 deuxième place et 1 troisième place.

### Championnats d'Europe
- médaille d'or du simple en 1986.
- médaille d'argent par équipe en 1988.
- médaille de bronze du simple en 1988.